# Константин (Горянов)
Архиєпи́скоп Константи́н (в миру Олег Олександрович Горянов; 23 березня 1951, аул Кенеси, Байзакський район, Джамбульська область, Казахстан) — російський та білоруський релігійний діяч родом із Казахстану. 
Єпископ Російської православної церкви, Архієпископ Петрозаводський та Карельський РПЦ, керуючий Карельською митрополією (з 2015). 
До прийняття священства - лікар-терапевт, який зробив духовну кар'єру в Україні.
Кандидат медичний наук (1981), кандидат богослов’я (1990), професор, автор низки публікацій та праць по медицині та богослов’ю. 
Брав участь у Помісних соборах Російської православної церкви Московської патріархії (1988), (1990), (2009).

## Життєпис
Дитинство і юність провів в Україні, в Одеській області. Після закінчення школи працював на заводі слюсарем, а 1974 закінчив лікувальний факультет Вінницького медичного інституту та працював дільничним лікарем, потім старшим лікарем бригади інтенсивної терапії в районній лікарні. 

### Еміграція в РФ
1980 виїжджає з України, працює старшим викладачем у Брянському педагогічному інституті (РСФСР). 
1981 – у Смоленському медичному інституті захистив кандидатську дисертацію на тему: «Вплив солей литію на функцію нирок». 
1983 – вступив до Московської духовної семінарії, продовжуючи займатися медичною практикою. 
14 квітня 1986 – пострижений в чернецтво з нареченням імені Константин на честь благовірного князя Константина Муромського, 4 травня рукопокладений в ієродиякона, 12 червня — в ієромонаха. 
1989 – закінчив Московську духовну академію, викладач у Московській духовній семінарії. 1990захистив кандидатську дисертацію на тему: «Російська релігійно-філософська антропологія на межі XIX—XX століть: В. С. Соловйов та В. І. Нєсмєлов».

### Відрядження до Білорусі
2 березня 1990, разом з великим десантом московських духовних осіб, переведений у Білорусь, яка була на порозі здобуття державної самостійності. Там зведений в сан ігумена, 3 березня - чернець Жировицького монастиря, а буквально за кілька тижні призначений ректором Мінської духовної семінарії. 
16 червня 1991 – хіротонія в єпископа Новогудського, вікарія Мінської єпархії Білоруського екзархату РПЦ . 
19 лютого 1992 – призначений управителем Новогрудської та Лідською єпархією Білоруського екзархату. 

### Повернення до РФ
17 липня 1996 – призначений ректором Санкт-Петербурзьких духовних шкіл з титулом «єпископ Тихвинський, вікарій Санкт-Петербурзької єпархії» РПЦ. 
1999 — професор, завідувач катедри богословських дисциплін Санкт-петербурзьких духовних шкіл Московської патріархії. 
25 лютого 2003 – зведений в сан архієпископа. 
2004 брав активну участь у заходах по поверненню Тихвінської ікони Божої Матері в Російську Федерацію.
6 жовтня 2008 – архієпископ Курганський та Шандринський РПЦ. Там активізував роботу з канонізації місцевих православних, йому вдалося добитися такого прославлення для Далмата Ісетського (РПЦ канонізувала 2013). 
25 липня 2014 – голова Синодальної богослужбової комісії РПЦ МП.

## Праці
Автор декількох книжок, багатьох публікацій на медичні та науково-богословські теми. Він є членом редколегій літературного журналу «Родная Ладога», що видається у Санкт-Петербурзі, та альманаху «Тобол», який виходить у Кургані. 
8 січня 2012 – член Вищої творчої ради Спілки письменників Росії..

## Почесні звання
- Віце-президент академії АНІС
- Член президії Російської академії природних наук
- Член правління «Общество Знание»
- Дійсний член Академії Російської словесності
- Член Міжнародної академії наук екології, безпеки природи та людини
- Член Санкт-Петербурзької Академії історії науки та техніки
- Почесний член Міжнародної академії інтегративної антропології
- Почесний голова Собору православної інтелігенції
- Голова Церковно-громадської ради по біомедичній етиці Московського патріархату.

## Нагороди

### Церковні
- Орден преподобного Сергія Радонезького ІІ ступеню (2001)
- Орден святого благовірного князя Данила Московського ІІ ступеню (1995)
- Орден святого преподобного Серафима Саровського ІІ ступеню (2011)[5]
- Орден святителя Інокентія, митрополита Московського та Коломенського ІІ ступеню (2006)
- Медаль преподобного Сергія Радонезького І та ІІ ступенів
- Орден святителя Кирила Туровського ІІ ступеню (2010)[6]
- Медаль преподобного Далмата Ісетського I ступеню (2013, Курганська та Шадринська єпархія]])
- Медаль апостола Петра (Санкт-Петербурзька єпархія)
- Орден святого апостола Марка ІІ ступеню (1986, Олександрійська православна церква)
- Архієрейська грамота (1994)
- Іменна панагія до 10-річчя архієрейської хіротонії (2001)
- Ювілейна Патріарша грамота (2006) у зв’язку із 60-річчям відродження Санкт-Петербурзьких духовних шкіл і 285-річчям заснування
- Пам’ятна медаль «30 років Софрино» (2010, ХПП «Софрино» РПЦ)

Також має низку наукових і світських нагород. 